# Santana da Serra
Santana da Serra es una freguesia portuguesa del concelho de Ourique, con 190,81 km² de superficie y 1.139 habitantes (2001). Su densidad de población es de 6,0 hab/km².